# Thierry Vila
Thierry Vila, né en 1947 dans la Vienne, est un écrivain français.

## Biographie
Après un baccalauréat de philosophie à Poitiers, Thierry Vila vit à Paris depuis 1965, où il entame et achève des études de chirurgie orthopédique en 1983. Tout en poursuivant une carrière de chirurgien spécialiste de la colonne vertébrale, il entame son parcours littéraire en 1989 avec son premier roman L'Oiseau silencieux publié aux éditions Balland.
Outre la publication de ses ouvrages de fiction, il consacre, entre 1995 et 2005, une partie de son activité d'écrivain aux arts de la scène (théâtre et danse) en tant que critique et essayiste, ainsi qu'à diverses approches de l'écriture audiovisuelle. Il collabore successivement à la revue Du théâtre (Actes Sud Papier), aux Cahiers du Rond-Point et au magazine Théâtres.
Il poursuit, actuellement, en parallèle de son travail littéraire, une activité consacrée à l'enseignement, à la recherche clinique et aux publications scientifiques en chirurgie du rachis.

## Œuvre

### Romans et essais
- L'Oiseau silencieux (roman), éditions Balland, 1989[2],[3],[4],[5],[6]
- La Procession des pierres (roman), éditions Balland, 1989[7],[8],[9] ("Folio" Gallimard 1992)
- Les Inhumains (roman), éditions Julliard, 1994[10]
- Paroles de corps (essai), éditions du Chêne, 1998[11],[12],[13]
- La Nage (roman), éditions Verticales, 2001[14],[15]
- Le Bâtisseur (roman), éditions Verticales, 2008[16],[17],[18]
- Le Cri (roman), éditions Grasset, 2016[19],[20],[21],[22]

### Textes publiés dansLa Revue du théâtre
- La Supplique du muet théâtral no 5
- Odéon 65 no 8
- Petite Histoire d'une promenade no 10
- Les Praticiens de l'angoisse no 11
- Esquisses et Brigandages : aperçus du théâtre de Robert Walser (en collaboration avec Catherine Sauvat) no 13
- Sternheim et ses anges no 14
- Büchner : l'écriture en marche ou la nécessaire imposture no 17

### Publications dans le magazineThéâtres
Articles
- Ostrovsky par Fomenko no 8
- Arthur Miller
- Rencontre avec Fernando Arrabal no 12
- Declan Donnellan no 13
- Adam de la Halle
- Pedro Calderón de la Barca
- Théâtre algérien - année de l'Algérie
- Le Procès par Philippe Adrien : journal de mise en scène no 18

Critiques
- Antigone / Sophocle/Nichet/Toulouse
- La marche de l'architecte / D. Keene/Cojo/ Avignon
- La Foret / Ostrovsky/ Fomenko comédie Française no 9
- Titus Andronicus / Shakespeare/Lukas Hemleb / Orleans
- La solitude dans les champs de coton / Koltes/ Saïs/ Abbesses
- Le Procès / Kafka/Adrien/ Cartoucherie
- Les Illuminations /Rimbaud/Rist/ Bourges no 17
- Homme pour Homme / Brecht/Sobel/Gennevilliers
- Eraritjarijaka / Canetti/Heiner Goebbels/ Odéon no 17